# 齐白石旧居纪念馆
39°56′08″N 116°24′06″E / 39.935651°N 116.401654°E
齐白石旧居纪念馆位于北京市东城区雨儿胡同13号的齐白石旧居内，是纪念中国画大师齐白石的纪念馆，隶属北京画院。

## 历史
雨儿胡同13号和东侧的11号、西侧的15号原来是一体，中华民国时期，为北海公园董事会长董叔平的宅院，时称“董家大院”，后来被分割出售。
《啸亭续录》记载：“公布舒宅在雨儿胡同。”冯其利在《雨儿胡同叶布舒宅寻踪》一文中考证，《啸亭续录》的记载是丢掉了“公叶布舒”中的“叶”字，叶布舒为清太宗（皇太极）第四子，康熙八年（1669年）晋封辅国公，如今雨儿胡同11号、13号、15号的位置便是辅国公叶布舒宅。
1955年，经中华人民共和国国务院总理周恩来的关心，中华人民共和国文化部拨款购买了该四合院，提供给齐白石居住。齐白石在此居住不足半年，便搬回自己位于跨车胡同15号的旧宅。1957年齐白石逝世，雨儿胡同的这座齐白石旧居被辟为“齐白石纪念馆”，但该馆实际并未建成，文化大革命时期齐白石纪念馆建制被撤消，此处改为北京画院的用房。1986年，雨儿胡同13号作为“四合院”被公布为东城区文物保护单位。
2011年，在北京市人民政府和东城区人民政府的支持下，北京画院对该建筑进行修复，复原了齐白石晚年的生活及创作环境，将此处定名为“齐白石旧居纪念馆”。2012年5月13日，该馆举行了开馆仪式。

## 建筑
雨儿胡同13号位于雨儿胡同中段北侧，坐北朝南。院内有北房三间，北房两侧各带耳房三间；东、西厢房各三间；南房三间，南房两侧原也应各带耳房三间。院内房屋都是清水墙体的带廊起脊合瓦房，由回廊相连，铃铛排山脊的做法考究。北房明间木隔扇上刻有一副对联：“本书以求其质，本诗以求其情，本礼以求其宜，本易以求其道；勿展无益之书，勿吐无益之话，勿涉无益之境，勿近无益之人。” 
该院原来没有街门，如今的街门是用南房东侧的三间耳房改建，将中间一间打通成为街门，紧挨街门外的后檐墙加砌一座门楼。街门虽处于整个院落的“巽”位（东南角），但街门却占据了三间耳房的“子午”相（正中），这说明街门改建时间最早应是在中华民国时期。因为在清朝及以前，“子午门”仅限皇宫、王府、衙署、城池使用。
齐白石旧居纪念馆经过2011年的修复后，北屋恢复为客厅、画室、卧室，内置旧式家具，并且展出齐白石的生活照。东、西厢房被改建为齐白石生平及艺术展室。南屋被改建为纪念品专营店。
纪念馆庭院中央，摆放着由雕塑家吴为山创作的齐白石铜像。 